# Мирослав Жупански
Мирослав Жупански (1934 — 1970) је био репрезентативац Југославије у ваздухопловном моделарству, заслужни спортиста Југославије, дипломирани инжењер архитектуре. 
Био је члан Аероклуба Панчево. Члан репрезентације Југославије био је четири пута. Поставио је четири југословенска рекорда. На другом Утва купу 1960. у класси модела Ф-1-Ц освојио је прво место. Освојио је прво место и на Првенству Европе у ваздухопловном моделарству 1962. на Алпском леталском центру Лесце–Блед у класи модела Ф-1-Ц. 
Проглашен је најбољим спортистом Ваздухопловног савеза Југославије 1962.